# Kolik andělů se vejde na špičku jehly?
Kolik andělů se vejde na špičku jehly? je fiktivní scholastická otázka, která bývá často připomínána jako příklad nesmyslné diskuse.
V jiných jazycích může převládat mírně odlišné znění, např. v angličtině Kolik andělů může tančit na špendlíkové hlavičce? (anglicky How many angels can dance on the head of a pin?) a v ruštině též modifikovaná otázka „Kolik čertů se vejde na špičku jehly?“ (Сколько чертей может поместиться на кончике иглы?).

## Současný pohled
I když se tato otázka ve zdrojích často traduje, není doloženo, že by se jí středověcí scholastici zabývali. Naopak, jejich metody jsou považovány za předchůdce současných vědeckých metod. Moderní věda považuje problém „andělů na špičce jehly“ za jeden z posměšků a falešných představ, které se rozšířily až v renesanci a v 18. století. Vrcholné období scholastiky ve 13. století přispělo k rozvoji logiky, ontologie, filozofie jazyka, antropologie a dalších vědeckých disciplín.
Nicméně nelze popřít, že se na středověkých univerzitách někdy diskutovalo i o dosti pochybných otázkách, které se týkaly andělů. Mistr Jan Hus o tom ve svém výkladu Sentencí Petra Lombardského (Super quattuor Sententiarum, 1407–1409) píše:
Jsou i jiné otázky o andělích, t. zda se anděl pohybuje náhle nebo postupně, zda může býti zároveň na různých místech, zda více andělů může býti zároveň na témž místě, zda se anděl pohybuje od místa k místu a zda anděl v pohybu svém prochází prostředím..., kteréžto otázky odvozovati jest spíše neužitečně čas stravovati, než prospívati.
Jan Hus, Výklad Sentencí Petra Lombardského
Ale i svatý Tomáš Akvinský, který je považován za „knížete scholastiků“, rozebírá ve své Summě theologické například tyto problémy: „Zda anděl může býti na více místech zároveň“ nebo „Zda může býti zároveň více andělů na témž místě“.

## Původ
Fráze „kolik andělů se vejde na špičku jehly?“ se občas připisuje Williamu Chillingworthovi, který ve své práci The Religion of Protestants (1638) psal, že scholastičtí filozofové se zabývali nesmyslnými otázkami typu „Whether a Million of Angels may not sit upon a needles point?“ Peter Harrison (2016) vyslovil domněnku, že první zmínka o andělech tančících na špičce jehly se objevuje ve výkladovém díle anglického bohoslovce Williama Sclatera (1575–1626).

## V umění a publicistice
Otázka se objevuje v uměleckých dílech i v publicistice, obvykle jako negativní příklad či v humorném smyslu, např.:
- Christian Morgenstern: Beránek měsíc (Scholastický problém)[10]
- Vladimír Neff: Krásná čarodějka[11]